# Angelica Moser
Angelica Moser (Plano, 8 oktober 1997) is een Zwitserse atlete, die zich heeft gespecialiseerd in het polsstokhoogspringen. Ze veroverde bij de U20-junioren en de U23 neo-senioren diverse titels op haar specialiteit, alvorens in 2021 haar eerste bij de senioren te veroveren op de Europese indoorkampioenschappen in Toruń. Ze nam driemaal deel aan de Olympische Spelen, waarvan zij zich eenmaal wist te kwalificeren voor de finale.

## Biografie
De sinds het najaar van 2017 aan de Universiteit van Bern bedrijfskunde studerende Angelica Moser stamt uit een sportieve familie. Haar beide ouders zijn voormalige meerkampers en haar oudere zus is eveneens polsstokhoogspringster. 
Haar eerste internationale succes vierde Moser in 2013 op het EJOF in Utrecht. Ze won er het polsstokhoogspringen met 4,07 m. Vijftien jaar was zij toen. Een jaar later veroverde zij ook op de Olympische Jeugdspelen in Nanjing de gouden medaille, maar ditmaal sprong ze al over 4,36.
In 2015 stelde zij aanvankelijk teleur door op de Europese indoorkampioenschappen in Praag in de kwalificatieronde op 4,10 te blijven steken. Later dat jaar maakte zij met haar overwinning op de Europese kampioenschappen voor U20-junioren echter veel goed door daar het goud te veroveren met een sprong over 4,35. Bij de wereldkampioenschappen in Peking ging het evenwel weer mis, want met 4,15 als beste sprong zat er niet meer in dan een dertiende plaats in haar kwalificatiegroep.
In 2016 wist Moser zich met 4,50 te kwalificeren voor de Olympische Spelen in Rio de Janeiro. Op de WK U20 te Bydgoszcz was het goud met een sprong over 4,55 vervolgens voor haar, waarna zij op de Europese kampioenschappen in Amsterdam zevende werd met een sprong over 4,45. Op de Spelen in Rio wist ze met diezelfde hoogte echter niet door te dringen tot de finale.  
Op de Olympische Spelen van 2020 in Tokio nam ze wederom voor Zwitserland deel, maar kwam ze opnieuw niet in de finale terecht.
In 2021 behaalde Moser de belangrijkste overwinning van haar carrière door op de EK indoor in Toruń met een hoogte van 4,75 naar het goud te springen. Op de EK indoor 2025 in Apeldoorn won ze opnieuw, met een persoonlijk indoorrecord van 4,80.

## Titels
- Europees kampioene polsstokhoogspringen – 2024
- Europees indoorkampioene polsstokhoogspringen – 2021, 2025
- Zwitsers kampioene polsstokhoogspringen – 2017, 2018, 2019, 2020, 2021, 2022, 2023, 2024
- Zwitsers indoorkampioene polsstokhoogspringen – 2017, 2018, 2019, 2020, 2021, 2022, 2023, 2024, 2025
- Europees kampioene U23 polsstokhoogspringen – 2017, 2019
- Wereldkampioene U20 polsstokhoogspringen – 2016
- Europees kampioene U20 polsstokhoogspringen – 2015
- Olympische Jeugdspelen kampioene polsstokhoogspringen - 2014

## Persoonlijke records
Outdoor
| Onderdeel            | Prestatie | Datum             | Plaats   |
| -------------------- | --------- | ----------------- | -------- |
| 100 m horden         | 13,83 s   | 16 september 2023 | Martigny |
| hoogspringen         | 1,71 m    | 30 augustus 2015  | Bazel    |
| polsstokhoogspringen | 4,88 m NR | 12 juli 2024      | Monaco   |
| verspringen          | 5,36 m    | 6 september 2014  | Thun     |
| zevenkamp            | 5190 p    | 27 augustus 2017  | Payerne  |

Indoor
| Onderdeel            | Prestatie | Datum            | Plaats     |
| -------------------- | --------- | ---------------- | ---------- |
| 60 m                 | 8,07 s    | 12 januari 2019  | Zürich     |
| 60 m horden          | 8,68 s    | 12 januari 2019  | Zürich     |
| hoogspringen         | 1,63 m    | 11 februari 2012 | St. Gallen |
| polsstokhoogspringen | 4,80 m NR | 8 maart 2025     | Apeldoorn  |
| verspringen          | 5,50 m    | 7 februari 2016  | Magglingen |

## Palmares

### polsstokhoogspringen
- 2013:  EJOF – 4,07 m
- 2014:  Olympische Jeugdspelen te Nanjing – 4,36 m
- 2015: 21e in kwal. EK indoor – 4,10 m
- 2015:  EK U20 te Eskilstuna – 4,35 m
- 2015: 13e WK – 4,15 m
- 2016:  WK U20 te Bydgoszcz – 4,55 m
- 2016: 7e EK – 4,45 m
- 2016: 12e in kwal. OS – 4,45 m
- 2017:  Zwitserse indoorkamp. - 4,37 m
- 2017:  Zwitserse kamp. - 4,61 m
- 2017:  EK U23 te Bydgoszcz - 4,35 m
- 2018:  Zwitserse indoorkamp. - 4,31 m
- 2019:  Zwitserse indoorkamp. - 4,62 m
- 2019: 4e EK indoor – 4,65 m
- 2019:  Zwitserse kamp. - 4,51 m
- 2019:  EK U23 te Gävle - 4,56 m
- 2020:  Zwitserse indoorkamp. - 4,50 m
- 2020:  Zwitserse kamp. - 4,61 m
- 2021:  Zwitserse indoorkamp. - 4,66 m
- 2021:  EK indoor - 4,75 m
- 2021: 9e in kwal. OS - 4,40 m
- 2024:  EK - 4,78 m (=NR)
- 2024: 4e OS - 4,80 m
- 2025:  EK indoor - 4,80 m (NR)
- 2025:  WK indoor - 4,70 m

Diamond League-overwinningen
- 2024:  Marrakech - 4,73 m

- World Athletics: 14450465